# Tramwaje w Padwie

Mapka linii tramwajowej w Padwie

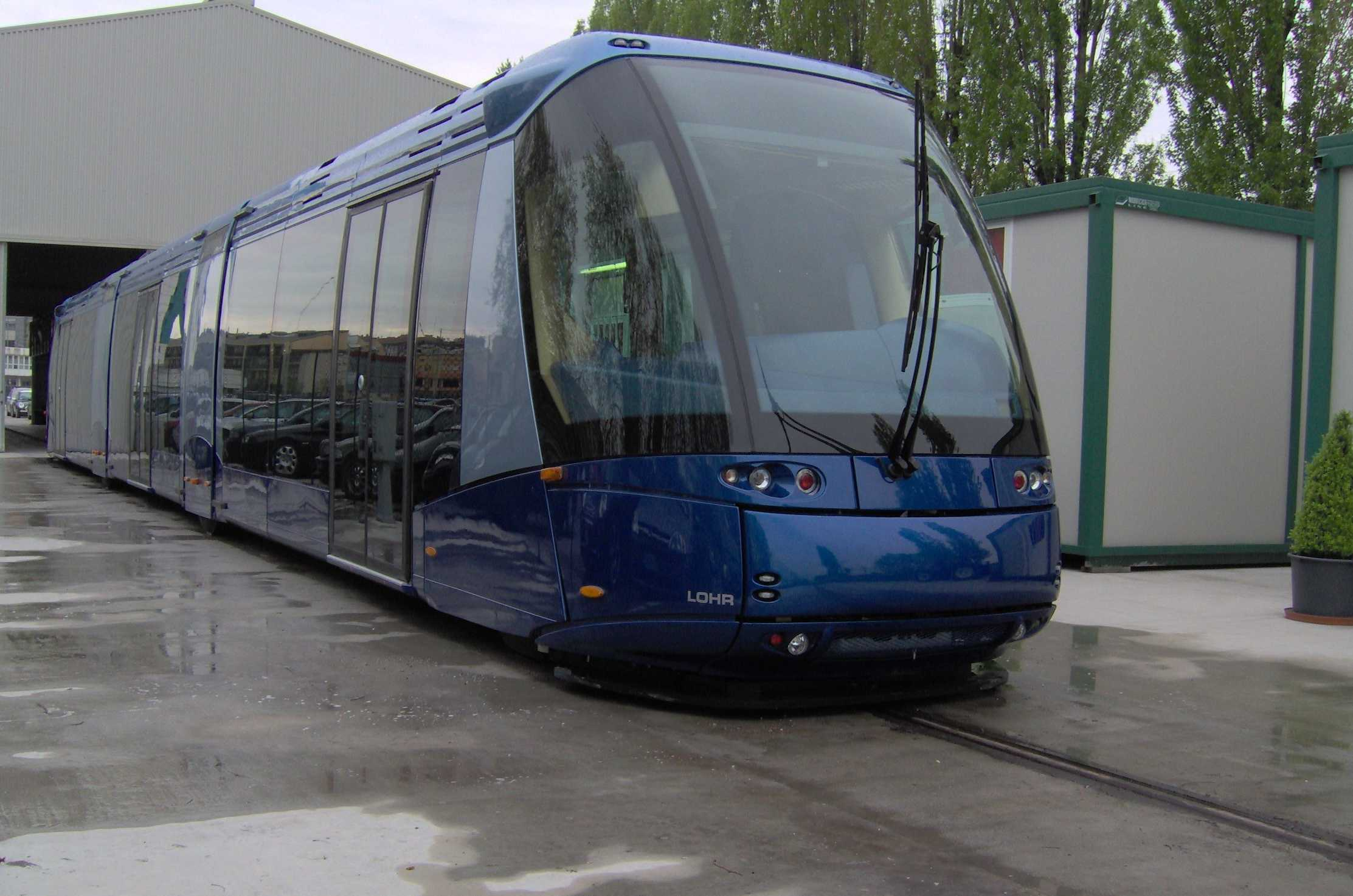
Translohr typu STE3 w Padwie

Tramwaje w Padwie – system translohr działający we włoskim mieście Padwa w regionie Wenecja Euganejska od 24 marca 2007.

## Historia
Pierwszy raz tramwaje w Padwie uruchomiono 5 lipca 1883 jako tramwaj konny. Szerokość toru wynosiła 1000 mm. W 1907 zelektryfikowano linie tramwaju konnego. Tramwaj był zarządzany przez Tramvie Comunali di Padova. Na tabor tramwajów składało się 27 wagonów produkcji francuskiej firmy Thompson i Houston. Tramwaj zlikwidowano w 1954 i rozebrano całe torowisko.

## Obecna sieć tramwajowa
Pomysł przywrócenia tramwaju w Padwie pojawił się po raz pierwszy w 1990. Jednak dopiero w 1995 przeznaczono pieniądze na ten cel. Praca nad budową linii rozpoczęły się 31 marca 2003, a zakończyły się w 2005. Gdy zakończono budowę linii rozpoczęto szkolenie motorniczych. Ostateczne otwarcie nastąpiło 24 marca 2007 na odcinku długości 6,7 km. od dworca kolejowego do końcówki Guizza. 5 grudnia 2009 linia została przedłużona i osiągnęła długość 10,3 km. Obecnie w budowie jest druga linia SIR2. Czas jazdy wynosi 34 minuty. Tramwaj kursuje między 4 rano a godz. 0.40. Na linię codziennie wyjeżdża 14 pojazdów translohr typu STE3.
Trasa linii SIR1: Pontevigodarzere - Fornace - Saimp - San Gregorio - San Carlo - Dazio -  Palasport - Arcella - Borgomagno - Stazione F.S. - Trieste - Eremitani - Ponti Romani - Tito Livio - Santo - Prato della Valle - Cavalletto - Diaz - Santa Croce - Cavallotti - Bassanello - Sacchetti/Assunta - Cuoco - Guizza - Capolinea Sud. Tramwaj kursuje co 8 minut w ciągu dnia.

## Linie
W Padwie funkcjonuje jedna linia SIR1, a projektowane są jeszcze dwie (SIR2 i SIR3).
| linia | długość | liczba przystanków |
| ----- | ------- | ------------------ |
| SIR1  | 10,3 km | 24                 |
| SIR2  | 12,6 km | 25                 |
| SIR3  | 5,4 km  | 12                 |

## Tabor
W Padwie jeździ 16 pojazdów translohr typu STE3 produkcji francuskiej firmy Lohr Industrie.